# 阿道夫·默勒
阿道夫·默勒（德語：Adolf Möller，1877年10月25日—1968年11月10日），德国男子赛艇运动员。他曾代表德国参加1900年夏季奥林匹克运动会赛艇比赛，获得男子四人单桨有舵手铜牌。